# Nicky Bomba

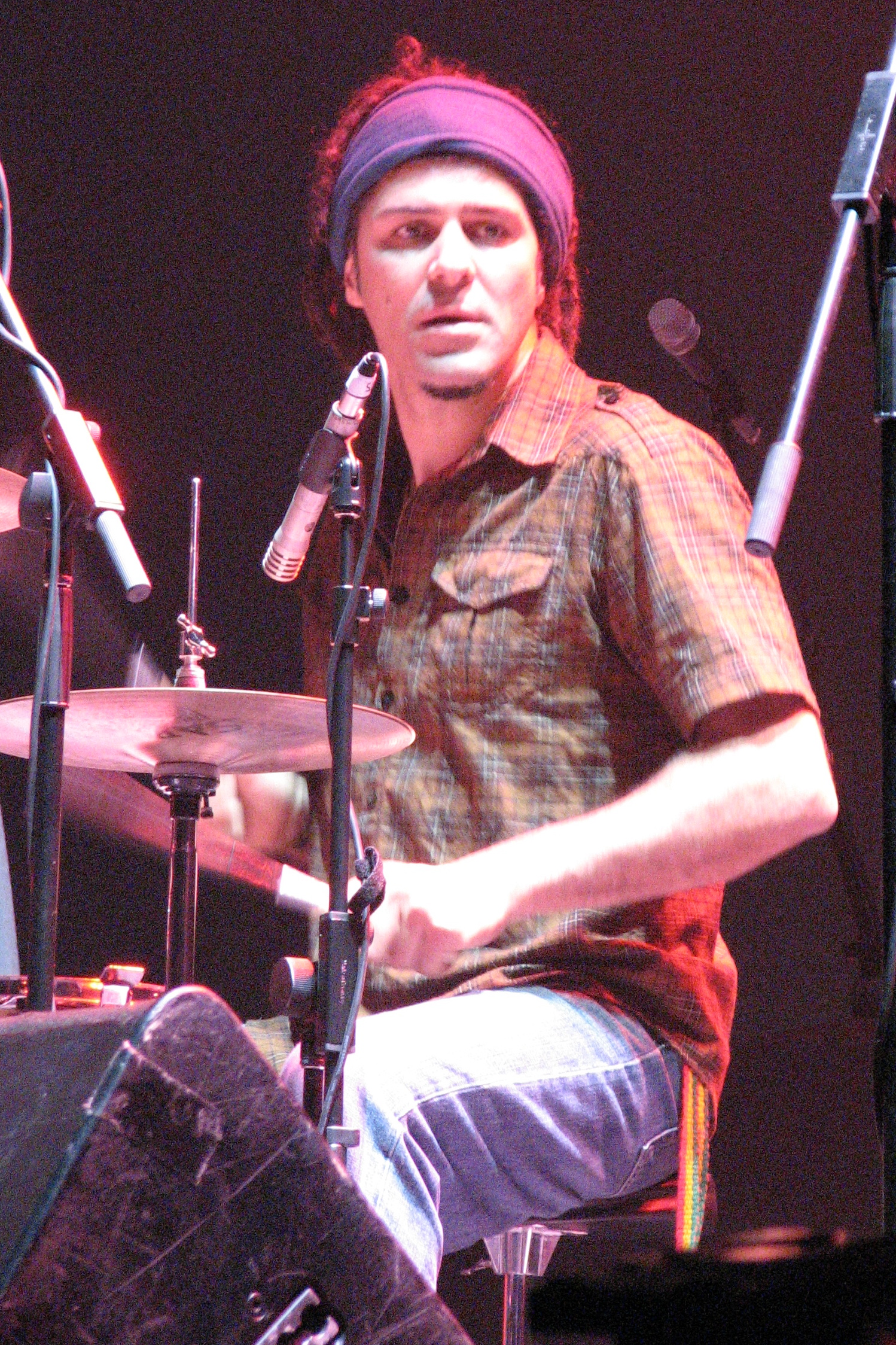
Nicky Bomba (2007)

Nicky Bomba (bürgerlich Nicholas Caruana) (* 7. September 1963 auf Malta) ist ein australischer Musiker und war Schlagzeuger des John Butler Trios.

## Leben
Nicky Bomba arbeitete lange mit Bands aus Afrika und dem Mittleren Osten und vertiefte seine Erfahrungen in Reggae, Ska und Mento. Bomba erarbeitete sich eine stattliche Reputation durch sein mitwirken in etlichen Projekten, darunter das 30pce Melbourne Ska Orchestra und spielte schon auf John Butlers Sunrise over Sea. Daneben spielte er bei Hey Gringo und tourte mit Banana Oil (Jazz), Bustamento (Calypso/Mento), The Truth (Band) (Funk) und seiner eigenen Bomba Band (Reggae/Funk). Ende 2013 stieg er beim JBT wieder aus.
Nicky Bomba ist der Bruder von Mama Kin, die mit John Butler verheiratet ist.

## Diskografie
- 2009: Planet Juice Solo-Projekt
- 2010: April Uprising (John Butler Trio)